# Condorcet (cráter)

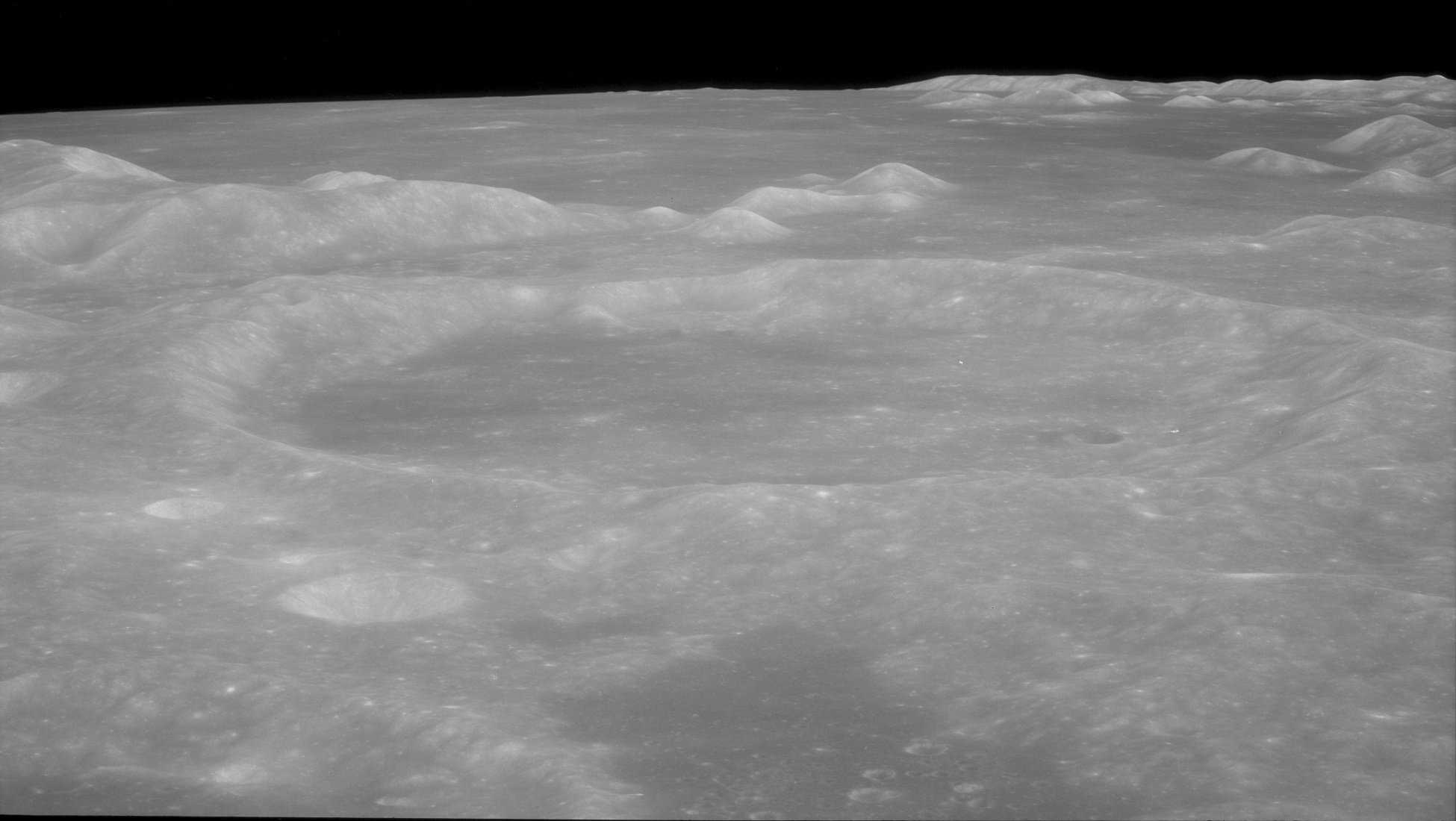
Fotografía de la misión Apolo 11

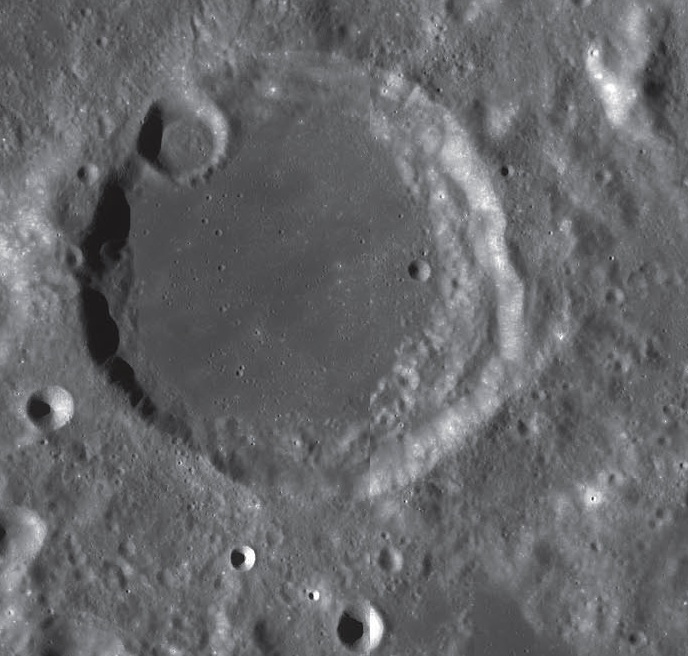
Combinación de imágenes LAC-62 y LAC-63

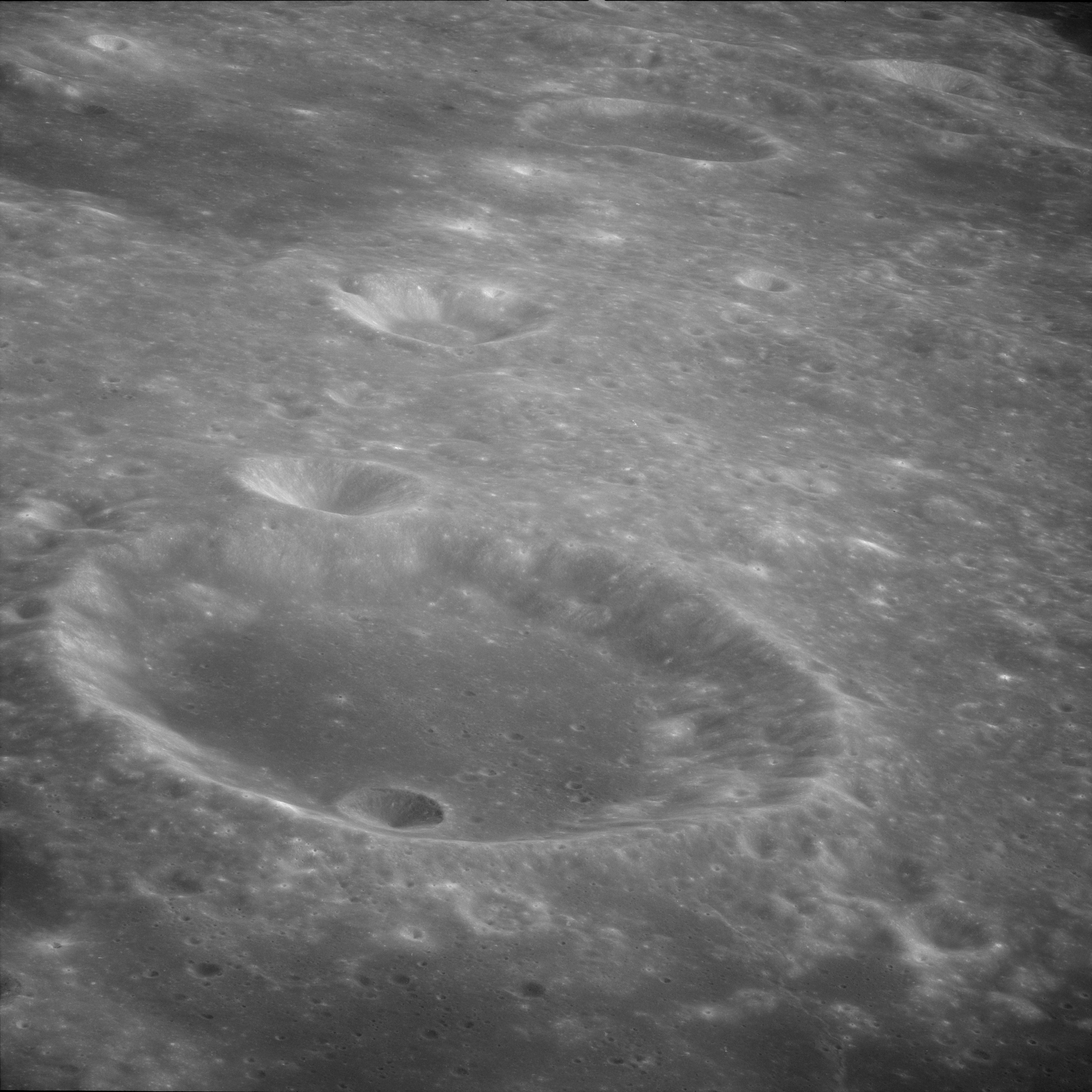
Fotografía de la misión Apolo 11

Condorcet es un cráter de impacto que se encuentra en la parte oriental de la cara visible de la Luna, al sureste del Mare Crisium. Al noreste de Condorcet se localizan los cráteres Hansen y Alhazen.
|  |

El borde exterior de Condorcet aparece erosionado, con un punto bajo de ensilladura en la pared norte y con el cráter satélite Condorcet Y atravesando el brocal del cráter principal por el noroeste. El suelo interior ha sido reconfigurado por la lava, quedando al mismo nivel y casi sin rasgos destacables en su superficie, que está marcada solamente por algunos pequeños cráteres. El fondo del cráter contiene una gran mancha oscura en su mitad occidental, pero el resto tiene aproximadamente el mismo albedo que el terreno circundante.

## Cráteres satélite
Por convención estos elementos son identificados en los mapas lunares poniendo la letra en el lado del punto medio del cráter que está más cerca de Condorcet.
|           | \| Condorcet \| Coordenadas \| Diámetro \| \| --------- \| ---------------------------- \| -------- \| \| A \| 11°30′N 67°18′E / 11.5, 67.3 \| 14 km \| \| D \| 9°48′N 68°30′E / 9.8, 68.5 \| 22 km \| \| E \| 11°18′N 68°06′E / 11.3, 68.1 \| 6 km \| \| F \| 8°12′N 73°06′E / 8.2, 73.1 \| 37 km \| \| G \| 10°42′N 68°00′E / 10.7, 68.0 \| 7 km \| \| H \| 12°24′N 65°00′E / 12.4, 65.0 \| 23 km \| \| J \| 13°06′N 65°00′E / 13.1, 65.0 \| 16 km \| \| L \| 10°06′N 73°42′E / 10.1, 73.7 \| 12 km \| \| M \| 9°00′N 73°06′E / 9.0, 73.1 \| 9 km \| \| N \| 9°00′N 72°54′E / 9.0, 72.9 \| 4 km \| \| P \| 8°42′N 70°24′E / 8.7, 70.4 \| 46 km \| \| Q \| 11°24′N 73°18′E / 11.4, 73.3 \| 31 km \| \| R \| 11°42′N 74°48′E / 11.7, 74.8 \| 15 km \| \| S \| 10°36′N 75°36′E / 10.6, 75.6 \| 9 km \| \| T \| 11°48′N 65°48′E / 11.8, 65.8 \| 15 km \| \| TA \| 12°12′N 65°42′E / 12.2, 65.7 \| 14 km \| \| U \| 10°00′N 75°24′E / 10.0, 75.4 \| 9 km \| \| W \| 13°54′N 66°54′E / 13.9, 66.9 \| 33 km \| \| X \| 10°06′N 69°54′E / 10.1, 69.9 \| 8 km \| \| Y \| 12°48′N 68°54′E / 12.8, 68.9 \| 13 km \| |          |
| Condorcet | Coordenadas | Diámetro |
| A         | 11°30′N 67°18′E / 11.5, 67.3 | 14 km    |
| D         | 9°48′N 68°30′E / 9.8, 68.5 | 22 km    |
| E         | 11°18′N 68°06′E / 11.3, 68.1 | 6 km     |
| F         | 8°12′N 73°06′E / 8.2, 73.1 | 37 km    |
| G         | 10°42′N 68°00′E / 10.7, 68.0 | 7 km     |
| H         | 12°24′N 65°00′E / 12.4, 65.0 | 23 km    |
| J         | 13°06′N 65°00′E / 13.1, 65.0 | 16 km    |
| L         | 10°06′N 73°42′E / 10.1, 73.7 | 12 km    |
| M         | 9°00′N 73°06′E / 9.0, 73.1 | 9 km     |
| N         | 9°00′N 72°54′E / 9.0, 72.9 | 4 km     |
| P         | 8°42′N 70°24′E / 8.7, 70.4 | 46 km    |
| Q         | 11°24′N 73°18′E / 11.4, 73.3 | 31 km    |
| R         | 11°42′N 74°48′E / 11.7, 74.8 | 15 km    |
| S         | 10°36′N 75°36′E / 10.6, 75.6 | 9 km     |
| T         | 11°48′N 65°48′E / 11.8, 65.8 | 15 km    |
| TA        | 12°12′N 65°42′E / 12.2, 65.7 | 14 km    |
| U         | 10°00′N 75°24′E / 10.0, 75.4 | 9 km     |
| W         | 13°54′N 66°54′E / 13.9, 66.9 | 33 km    |
| X         | 10°06′N 69°54′E / 10.1, 69.9 | 8 km     |
| Y         | 12°48′N 68°54′E / 12.8, 68.9 | 13 km    |

Los siguientes cráteres han sido renombrados por la UAI:
- Condorcet K véase cráter Wildt.